# Chang Yu-sheng
Chang Yu-sheng (chino simplificado: 张雨生, chino tradicional: 張雨生, pinyin: Zhang Yǔshēng; 7 de junio de 1966 † 12 de noviembre de 1997), fue un cantante pop, compositor y productor taiwanés. Su mayor logro como productor ha sido el artista pop de A-mei. Cuando conducía fatigado el 21 de octubre de 1997, fue herido fatalmente en un accidente automovilístico y entró en coma. Perdió el conocimiento y falleció en esta tragedia el 12 de noviembre a la edad de 31 después de estar internado varias semanas de hospitalización.

## Discografía
| Año            | Cover | Álbum                   | Canciones | Breve Introducción |
| -------------- | ----- | ----------------------- | --- | ------------------ |
| November,1988  |       | 天天想你                | 1. 跟著我 2. 天天想你 3. 永遠都像才認識 4. 我的陽光我的風 5. 渺小 6. 和天一樣高 7. 告訴我親愛的 8. 沒有不可能的事 9. 不是因為寂寞 10. 就算為你也是為我                                     |                    |
| July, 1989     |       | 想念我                  | 1. 想念我 2. 我不能一點一點愛你 3. 無題 4. 就為你 5. 明天不會有淚 6. 沒有煙抽的日子 7. 當我正想要和你分享 8. 他們 9. 大地的天使 10. 冒險少年                                               |                    |
| February, 1992 |       | 带我去月球              | 1. 序曲 2. 我想把整片天空打開 3. 帶我去月球 4. 無題 5. 這一夜我睡不著 6. 我就要轉彎 7. 總髮遊 8. 湖心草深長 9. 魔幻台北 10. 現在這樣 11. 我呼吸我感覺我存在 12. 我想把整片天空打開         |                    |
| December, 1992 |       | 大海                    | 1. 我是一棵秋天的樹 2. I Don't Wanna Say Goodbye 3. 多夢的歲月 4. 愛上你的一切 5. 掙扎 6. 大海 7. 寧可讓我苦 8. 不管‧不管 9. 把世界分一半給你 10. 心底的中國                               |                    |
| June, 1993     |       | 一天到晚游泳的魚        | 1. 青澀的記憶 2. 是否真的愛我 3. 海的呼喚 4. 一天到晚游泳的魚 5. 冰點 6. 妹妹晚安 7. 祈求 8. 一人一個夢 9. 一步一徘徊 10. 仲夏夜之夢 11. 勿忘我 12. 靜夜星空 13. 三月的天真 14. 無知的歲月 |                    |
| August, 1994   |       | 卡拉ＯＫ‧台北‧我        | 1. 我是多麼想 2. 動物的悲歌 3. 靈光 4. 永公街的街長 5. 子夜抒懷 6. 兄弟呀 7. 這一年這一夜 8. 我的心在發燙 9. 後知後覺 10. 蝴蝶結 11. 跟得上我吧 12. 我期待 13. 再見 蘭花草！               |                    |
| March, 1995    |       | 還是朋友                | 1. 還是朋友 2. 西風的話 3. 不想失去你 4. 我是風箏 5. 永遠的自由 6. 執著 7. 我什麼都願意給 8. 一生陪你走 9. 愛做夢的孩子 10. 別放棄希望                                                     |                    |
| June, 1996     |       | 兩伊戰爭﹣紅色熱情 (EP) | 1. 最愛的人傷我最深 2. 費盡心思 3. The Indian Summer Night 4. 不亮的燈 |                    |
| June, 1996     |       | 兩伊戰爭-白色才情 (EP)  | 1. 未知 2. 再見女郎 3. 後窗 4. 發暈 5. 沈默之沙 |                    |
| October, 1997  |       | 口是心非                | 1. 如果你要離開我 2. 口是心非 3. CAPPUCCINO 4. 玫瑰的名字 5. 河 6. 愛情‧‧‧ 7. ‧‧‧的圖案 8. 隨你 9. 神采 10. 在黃昏融化了世界的色彩以前 11. 若我告訴你其實我愛的只是你                      |                    |

2007.11.12 ：the unpublished DEMOs and Best Hits of his life as a pop-singer:《如燕盘旋而来的思念》